# Pilot 118 SE
Pilot 118 SE är en svensk lotsbåt som byggdes 2002 som Tjb 118 av Marine Alutech Oy Ab i Tykö i Finland för Sjöfartsverket i Norrköping. Tjb 118 stationerades vid Karlshamns lotsplats. År 2005 döptes båten om till Pilot 118 SE.